# Arnold Hermann Ludwig Heeren
Arnold Hermann Ludwig Heeren (né le 25 octobre 1760 à Brême dans le quartier d'Arbergen; mort le 6 mars 1842 à Göttingen) est un historien allemand.

## Biographie
Heeren fréquente l'école cathédrale de Brême. Il étudie à partir de 1779 à l'Université de Göttingen la théologie avant de se réorienter vers la philosophie puis l'Histoire. En 1784, devenu chargé de cours ("Privatdozent"), il entreprend un voyage en Italie, en France et aux Pays-Bas afin de préparer une édition de Jean de Stobée. Après son retour à Göttingen en 1787, il devient professeur de Philosophie à titre extraordinaire ("ausserordentlicher Professor"), puis en 1794 à titre régulier ("Ordinarius"). En 1801, il passe professeur d'Histoire. Il est par la suite nommé conseiller à la cour, puis, en 1837, conseiller secret à la justice, toujours à la cour. Il était également membre de la loge maçonnique de Göttingen : la « Augusta zum goldenen Zirkel ».
Son travail est largement consacré à l'histoire du commerce et des transports. Avec l'historien et érudit allemand  Friedrich August Ukert (1780-1851), il fonde en 1829 le cercle "histoire des pays européens" et rédige de 1833 à 1840 les « Göttingische Gelehrte Anzeigen », une publication savante.
Heeren s'est marié en 1796 avec Wilhelmine Heyne (1779–1861), fille d'un de ses collèges :Christian Gottlob Heyne.

## Œuvre (sélection)

### Monographie
- « Ideen über Politik, den Verkehr und den Handel der vornehmsten Völker der Alten Welt » (idées sur la politique, le transport et le commerce des plus grands peuples de l'ancien monde) Göttingen 1793–96, 2 vol.; 4e édition 1824–26, 5 vol.
- « Geschichte des Studiums der klassischen Litteratur seit dem Wiederaufleben der Wissenschaften » (Histoire de l'étude de la littérature classique depuis la réhabilitation de la science)  Göttingen 1797–1802, 2 parties ; édition 1822.
- « Geschichte der Staaten des Altertums » (Histoire des États des ancêtres) Göttingen 1799, 5e édition 1828
- « Geschichte des europäischen Staatensystems » (Histoire des systèmes étatiques européens) Göttingen 1800, 5e édition 1830.
- « Untersuchungen über die Quellen der vorzüglichsten alten Historiker und Geographen » (Analyse des sources des meilleurs historiens et géographes anciens) paru dans les revues de la société scientifique de Göttingen
- « Versuch einer Entwickelung der Folgen der Kreuzzüge » (Essai sur les conséquences des croisades) Göttingen 1808
- Biographie de Johannes von Müller (Leipzig 1810)
- Biographie de Ludwig Timotheus Spittler (Berlin 1812)
- Biographie de Christian Gottlob Heyne (Göttingen 1813)

### Édition
- Menander Rhetor: De Encomiis. Göttingen, 1785.
- Johannes Stobaios: Eklogen. Göttingen, 1792–1804, 4 vol.

### Distribution
- « Vermischte historische Schriften » (divers écrits historiques). Göttingen, 1803–1808, 3 vol.
- « Historische Werke » (travaux historiques). Göttingen, 1821–1826, 15 vol.

### Traductions
- Idées sur les relations politiques et commerciales des anciens peuples de l'Afrique  (trad. J. J. Désaugiers), t. 1, Paris, Chez Buisson, 1800 (lire en ligne), t. 2
- Essai sur l'influence des croisades : ouvrage qui a partagé le prix sur cette question, proposée, le 11 avril 1806, par la classe d'Histoire er de Littérature ancienne de l'Institut de France  (trad. Charles Villers), Paris, Chez Treuttel et Würtz, 1808 (lire en ligne)
- Mélanges historiques et politiques  (trad. J. V. L.), Paris, Chez Treuttel et Würtz, 1817 (lire en ligne)
- De la politique et du commerce des peuples de l'antiquité  (trad. W. Suckau), t. 1, Paris, Librairie Firmin Didot, 1830, 4e éd. (lire en ligne), 1830, t. 2, 1831, t. 3, 1832, t. 4, 1832, t. 5, 1834, t. 6, 1844, t. 7
- Manuel de l'histoire ancienne considérée sous le rapport des constitutions, du commerce et des colonies des divers États de l'antiquité  (trad. Alexandre-Pierre Thurot), Paris, chez Firmin Didot frères libraires, 1836, 3e éd. (lire en ligne)
- Manuel historique du système politique des états de l'Europe et de leurs colonies depuis la découverte des deux Indes  (trad. Jean-Jacques Guizot, Jacques Vincens Saint-Laurent), t. 1, Paris, chez Videcoq libraire, 1841, 3e éd. (lire en ligne), t. 2

## Distinctions
- Commandeur de l'Ordre royal des Guelfes[1]
- Chevalier de l'Ordre royal de l’Étoile polaire[1]
- 1817: citoyen d'honneur de la ville de Göttingen
- Chevalier de la Légion d'honneur, en 1837[2]

## Sources
- (de) Cet article est partiellement ou en totalité issu de l’article de Wikipédia en allemand intitulé « Arnold Hermann Ludwig Heeren » (voir la liste des auteurs).
- Arnold Hermann Ludwig Heeren. In: Je m'appelle Byblos (p. 254), J-P Thiollet, H & D, Paris, 2005